# Ferfina SpA
Ferfina SpA, est une holding financière familiale créée en 1989 pour regrouper les participations acquises dans les entreprises de travaux publics.
Elle comprend les sociétés :
- Condotte Immobiliare - promotion immobilière - investisseur,
- Condotte d'Acqua - entreprise de travaux publics - grands ouvrages,
- Recchi SpA - entreprise de travaux publics,
- Gambogi Costruzioni SpA - entreprise de travaux publics,
- Ferrocemento SpA - entreprise de travaux publics,
- Cossi Costruzioni SpA - entreprise de travaux publics,
  - Cossi Svizzera - filiale en Suisse,
- Amest - entreprise de traitement des déchets et recyclage,
  - Amest Polska - filiale polonaise,
- Agricola Roncigliano - ferme agricole et élevage bovins.

## Informations générales
- Raison sociale : Ferfina SpA - Holding Finanziaria